# Lampetia
Lampetia, vars namn betyder "lysande", var en personifiering av solens ljus i den grekiska mytologin. Hon var dotter till solguden Helios och nymfen Neiara. 
Lampetia och hennes syster Phaethusa vaktade sin fars boskap i Thrinakia. När Odysseus och hans män I Odysseens 12e sång slaktar och äter av boskapen så blev de straffade, när de ger sig ut på havet igen så utbryter ett oväder och Zeus slungar en blixt mot skeppet som slår det i bitar: "männen kastades handlöst ut i havet; de flör kring vårt svarta skepp som skarvar, burna av vågen: så tog en gud deras hemkomst ifrån dem." (Odysseen, sång 12, rad 417-19, Ingvar Björkessons översättning) Ala dör utom utom Odysseus som överlever genom att i nio dagar ro, sittande på den ihopsurrade masten och kölen.